# Pont dels Set Ulls
El Pont dels Set Ulls és un pont de la carretera L-912 sobre el riu de Conques. L'extrem sud pertany al terme municipal de Gavet de la Conca, dins de l'antic terme d'Aransís, i el nord, al d'Isona i Conca Dellà, dins de l'antic terme de Figuerola d'Orcau.
Està situat en el punt quilomètric 10,575 de la carretera esmentada.
S'anomena dels set ulls per les set arcades amb què salva l'ampla llera del riu de Conques en aquest lloc. Pel costat d'Aransís, és a la partida de lo Canonge, i pel de Figuerola d'Orcau, a la de la Masia. A prop i al nord-est del pont hi ha la masia anomenada Casa del Marquès.